# Aleksandar Janković
Aleksandar Janković (serbisch Александар Јанковић; * 6. Mai 1972 in Belgrad) ist ein ehemaliger serbischer Fußballspieler und heutiger -trainer.

## Spielerkarriere
Als Spieler wechselte Janković aus der Jugendabteilung von FK Roter Stern Belgrad zu den Bonnyrigg White Eagles nach Australien. Danach spielte er noch in Frankreich für AS Cherbourg und den FC Pau. Bei Pau spielte er erstmals unter seinem späteren Trainerkollegen Slavoljub Muslin. Im Alter von 28 Jahren musste er wegen einer schweren Knieverletzung seine Karriere bei den Kansas City Wizards beenden.

## Trainerkarriere
Bis zu seiner ersten Chefcoachanstellung war Janković stets der Co-Trainer von Slavoljub Muslin. Er folgte ihm zunächst zu seinem Jugendverein FK Roter Stern Belgrad, wo er mit ihm zusammen zweimal die Meisterschaft und einmal Pokal gewann. Auch bei Lewski Sofia konnten beide das nationale Double gewinnen. Nachdem Belgrad zwei weniger erfolgreiche Saisons absolvierte, verpflichteten sie das Trainergespann erneut und wieder gewann der Verein den Meistertitel. Weiterhin war Janković als Co-Trainer von Muslin bei Metalurh Donezk, dem SC Lokeren und Lokomotive Moskau tätig.
Am 3. Juli 2007 wurde der Serbe zunächst Scout von FK Roter Stern Belgrad und nur wenige Monate später übernahm er den Posten des Cheftrainers vom entlassenen Milorad Kosanović. Nach der Saison 2007/08 konnte Roter Stern erneut keinen nationalen Titel gewinnen und Janković wurde durch den Tschechen Zdeněk Zeman ersetzt. Von April bis Oktober 2009 trainierte er den belgischen Erstligisten SC Lokeren, wo er bereits zweimal als Co-Trainer tätig war.
Im November 2010 übernahm Janković das Traineramt bei der serbischen U-21-Nationalmannschaft. In der Mannschaft spielten viele spätere Profispieler wie z. B. Matija Nastasić, Slobodan Medojević oder Miloš Jojić. Trotz 18 Punkten aus acht Spielen und dem souveränen Gruppensieg, scheiterte er mit dem Team in der Qualifikation zur U-21-Fußball-Europameisterschaft 2013 in den entscheidenden Play-off-Spielen mit zwei 0:1 Niederlagen gegen die Auswahl Englands. Nach dem Rücktritt von Robert Prosinečki, wurde Janković am 21. August 2012 erneut Trainer bei Roter Stern Belgrad. Aber genau wie sein Vorgänger konnte auch er die Erfolgsserie des Lokalrivalen FK Partizan Belgrad und deren sechsten Meistertitel in Folge nicht verhindern. Noch vor dem Ende der Saison wurde er im März 2013 durch den Portugiese Ricardo Sá Pinto abgelöst.
Nach einer Auszeit kehrte Janković im Mai 2014 zurück nach Belgien und wurde Trainer beim Erstligisten KV Mechelen. Zu Beginn der Saison 2016/17 wurde er vom Ligakonkurrenten Standard Lüttich als Trainer verpflichtet. Noch vor dem Ende der Spielzeit wurde er nach zwei Punkten aus drei Spielen während der Play-off-Phase entlassen. Nachdem Yannick Ferrera, ursprünglich der Nachfolger von Janković, bei Mechelen im Oktober 2017 entlassen wurde, übernahm der Serbe eine Woche später erneut das Traineramt des Vereins. Nach nur zehn Punkten aus zehn Spielen wurde er im Januar 2018 entlassen.
Im September 2018 ging Janković zur Chinese Football Association und wurde Teil des renommierten Trainerstabes um Marcello Lippi (Herren) und Guus Hiddink (U-21). Der Serbe ist Trainer der neu gegründeten B-Auswahl der U-20-Nationalmannschaft.

## Sonstiges
Aleksandar Janković ist verheiratet und hat zwei Kinder. Sein Vater Dobrivoje „Bobi“ Janković ist ein bekannter Sportjournalist in Serbien.